# Lampasas
Lampasas es una ciudad ubicada en el condado de Lampasas en el estado estadounidense de Texas. En el Censo de 2010 tenía una población de 6.681 habitantes y una densidad poblacional de 382,38 personas por km².

## Geografía
Lampasas se encuentra ubicada en las coordenadas 31°3′59″N 98°10′53″O / 31.06639, -98.18139. Según la Oficina del Censo de los Estados Unidos, Lampasas tiene una superficie total de 17.47 km², de la cual 17.43 km² corresponden a tierra firme y (0.22%) 0.04 km² es agua.

## Demografía
Según el censo de 2010, había 6.681 personas residiendo en Lampasas. La densidad de población era de 382,38 hab./km². De los 6.681 habitantes, Lampasas estaba compuesto por el 84.66% blancos, el 1.53% eran afroamericanos, el 0.7% eran amerindios, el 0.73% eran asiáticos, el 0.04% eran isleños del Pacífico, el 9.58% eran de otras razas y el 2.75% pertenecían a dos o más razas. Del total de la población el 24.56% eran hispanos o latinos de cualquier raza.